# Phlyctaenogastra
Phlyctaenogastra é um género de traça pertencente à família Arctiidae.